# Sahara Sunday Spain
Sahara Sunday Spain est une poétesse californienne née en 1991.
Elle provient d’une famille de quatre générations d'artistes visuels et musiciens. Sa mère est la célèbre photographe Elisabeth Sunday et son père, Johnny Spain, est un ancien panthère noire emprisonné pour meurtre. Spain est devenue populaire pour ses apparitions dans plusieurs programmes télévisés comme The Oprah Winfrey Show.

## Livres publiés
- If There Would Be No Light: Poems From My Heart, Hardcover, 2001